# Sacha Baron Cohen
Sacha Baron Cohen, född 13 oktober 1971 i Hammersmith, London, är en brittisk skådespelare och komiker. Han är bland annat känd för de satiriska rollfigurerna Borat, Ali G och Brüno. Han har även blivit oscarsnominerad för sin roll som Abbie Hoffman i The Trial of the Chicago 7.

## Biografi
Cohen växte upp i en religiös judisk medelklassfamilj i London. Han är den andre av tre söner till Gerald Baron Cohen (1932-2016) och dennes hustru Daniella (född 1939). Cohens far, som ägde en herrekiperingsbutik vid Piccadilly, växte upp i en belarusisk-judisk familj i Wales. Cohens mor är av ashkenazisk-judisk härkomst från Israel.
Hans bror, Erran Baron Cohen, är kompositör och spelar trumpet. Han är även kusin till psykopatologen Simon Baron-Cohen.
Baron Cohen var elev vid privatskolan Haberdashers' Aske's Boys' School och tillbringade därefter ett år i Israel. Han har en examen från Cambridge, där han studerade historia vid Christ's College. Han var fram till 2023 gift med den australiska skådespelerskan Isla Fisher. Tillsammans har de tre barn.

## Karriär
1998 började han medverka i TV-komedishowen The 11 O’Clock Show. Det var där han skapade karaktären Ali G, en extremt ointelligent "hiphop-journalist" med iögonenfallande klädstil och märklig engelska som ställde märkliga frågor till intet ont anande politiker och kändisar som inte insåg att Cohen fick dem att avslöja sina fördomar och okunskap. Hans framgångar med denna roll ledde till hans egen Da Ali G Show.

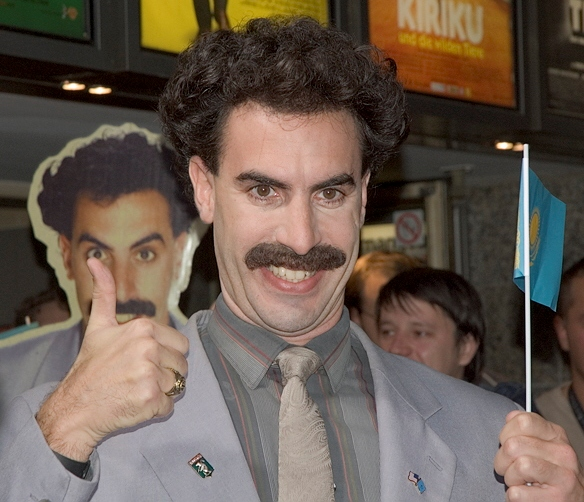
Sacha Baron Cohen som Borat.

I Da Ali G Show skapade han också två andra återkommande karaktärer, Borat och Brüno, som också användes för att lura intervjuobjekt. Borat Sagdijev är en tydligt rasistisk, antisemitisk, homofob och sexistisk kazakisk reporter. Brüno Gehard är en homsexuell österrikisk modereporter. Alla karaktärer kom att få egna filmer. Ali G indahouse släpptes 2002, Borat 2006 och Brüno 2009, där Borat definitivt var den mest framgångsrika och skulle också komma att få en uppföljare 2020 med filmen Borat Subsequent Moviefilm.
År 2012 gjorde han filmen The Dictator med en ny karaktär han skapat - Haffaz Aladeen. Denna gång gjorde de karaktären och filmen till en direkt filmroll istället för att som tidigare ha lurat människor och gjort filmerna i form av låtsasdokumentärer.
Cohen gjorde sen en liknande film med Grimsby från 2016 där han skapade karaktären "Nobby", en supande white trash fotbollshuligan som blir spion. Filmen fick blandade recensioner men ansågs vara en flopp då den drog in väldigt lite pengar. Han skulle under denna period också ha spelat Freddie Mercury i filmen Bohemian Rhapsody, men på grund av meningskiljaktigheter i det kreativa där Baron Cohen ville koncentrera handlingen mer runt personen Mercury men medlemmarna i Queen tyckte den skulle kretsa kring gruppen och att Baron Cohen även kunde bli en distraktion på grund av sin komiska bakgrund, gick rollen istället i ett sent skede till Rami Malek.
2018 släpptes Tv-serien Who is America?, där han gick tillbaka till formatet med låtsasdokumentär fast med helt nya karaktärer och som tog tag i större och allvarligare politiska ämnen.
2018 blev han också utnämnd som en av de 30 bästa levande komikerna av The Times.
Cohen spelade huvudrollen som Eli Cohen i Netflix-serien The Spy, som är baserad på en verklig berättelse om en Mossad-agent som infiltrerade syrisk militär under sexdagarskriget mellan Israel och de närliggande arabländerna. Cohen nominerades till 2019 års Golden Globe Award för bästa manliga huvudroll i en miniserie eller TV-film för sin roll i serien.
2020 var han med i den verklighetsbaserade rättegångsfilmen The Trial of the Chicago 7. Filmen var regisserad av Aaron Sorkin och Cohen nominerades till en Oscar för sin insats.

## Filmografi

### Film
| År   | Titel                                       | Roll                       | Notering                   |
| ---- | ------------------------------------------- | -------------------------- | -------------------------- |
| 1996 | Punch                                       | Ej namngiven karaktär      | Kortfilm                   |
| 2000 | The Jolly Boys' Last Stand                  | Vinnie                     |                            |
| 2002 | Ali G Indahouse                             | Ali G / Borat Sagdiyev     | Även manus och producent   |
| 2003 | Spyz                                        | Ali G / James Bond         | Kortfilm, manus, producent |
| 2005 | Madagaskar                                  | Kung Julien XIII           | Röstroll                   |
| 2006 | Talladega Nights: The Ballad of Ricky Bobby | Jean Girard                |                            |
| 2006 | Borat                                       | Borat Sagdiyev             | Även manus och producent   |
| 2007 | Sweeney Todd                                | Adolfo Pirelli             |                            |
| 2008 | Madagaskar 2                                | Kung Julien XIII           | Röstroll                   |
| 2009 | Brüno                                       | Brüno Gehard               | Även manus och producent   |
| 2010 | Dinner for Schmucks                         |                            | Enbart producent           |
| 2011 | Hugo Cabret                                 | Inspektör Gustav Dasté     |                            |
| 2012 | The Dictator                                | Haffaz Aladeen             | Även manus och producent   |
| 2012 | Madagaskar 3                                | Kung Julien XIII           | Röstroll                   |
| 2012 | Les Misérables                              | M. Thénardier              |                            |
| 2013 | Anchorman 2                                 | BBC reporter               | Cameo                      |
| 2016 | Grimsby                                     | Kyle Allen "Nobby" Butcher | Även manus och producent   |
| 2016 | Alice i Spegellandet                        | Time                       |                            |
| 2020 | The Trial of the Chicago 7                  | Abbie Hoffman              |                            |
| 2020 | Borat Subsequent Moviefilm                  | Borat Sagdiyev             | Även manus och producent   |
| 2021 | Luca                                        | Farbror Ugo                | Röstroll                   |

### TV
| År        | Titel                        | Roll                   | Notering                                            |
| --------- | ---------------------------- | ---------------------- | --------------------------------------------------- |
| 1988      | Eastenders                   | Skolpojke              | Avsnitt: "316"                                      |
| 1998      | Comedy Nation                | Olika roller           | 9 avsnitt                                           |
| 1998-1999 | The 11 O'Clock Show          | Ali G                  | 45 avsnitt, även manus                              |
| 2000-2004 | Da Ali G Show                | Ali G / Borat / Brüno  | 18 avsnitt, även manus och producent                |
| 2000      | Music                        | Ali G                  | Madonna musikvideo                                  |
| 2004      | Borat's Television Programme | Borat / Brüno          | 2 avsnitt                                           |
| 2005      | Simma lugnt, Larry!          | Larry's guiden         | Avsnitt: "The End"                                  |
| 2006      | Night of Too Many Stars      | Borat                  | TV-Special                                          |
| 2010      | The Simpsons                 | Jakob                  | Röstroll, Avsnitt: "The Greatest Story Ever D'ohed" |
| 2013      | Eastbound and Down           | Ronnie Thelman         | Avsnitt: "Chapter 29"                               |
| 2018      | Who Is America?              | Olika karaktärer       | Även manus, regi och producent                      |
| 2019      | The Spy                      | Eli Cohen              | 6 avsnitt, även producent                           |
| 2025      | Ironheart                    | Mystery Man / Mephisto | Kommande                                            |